# Зацепин, Георгий Тимофеевич
Гео́ргий Тимофе́евич Заце́пин (15 (28) мая 1917 — 8 марта 2010) — советский и российский физик, академик АН СССР (1981, член-корреспондент с 1968) и Российской академии наук, доктор физико-математических наук. Специалист по физике космических лучей, мюонов и нейтрино, нейтринной астрофизике.

## Биография

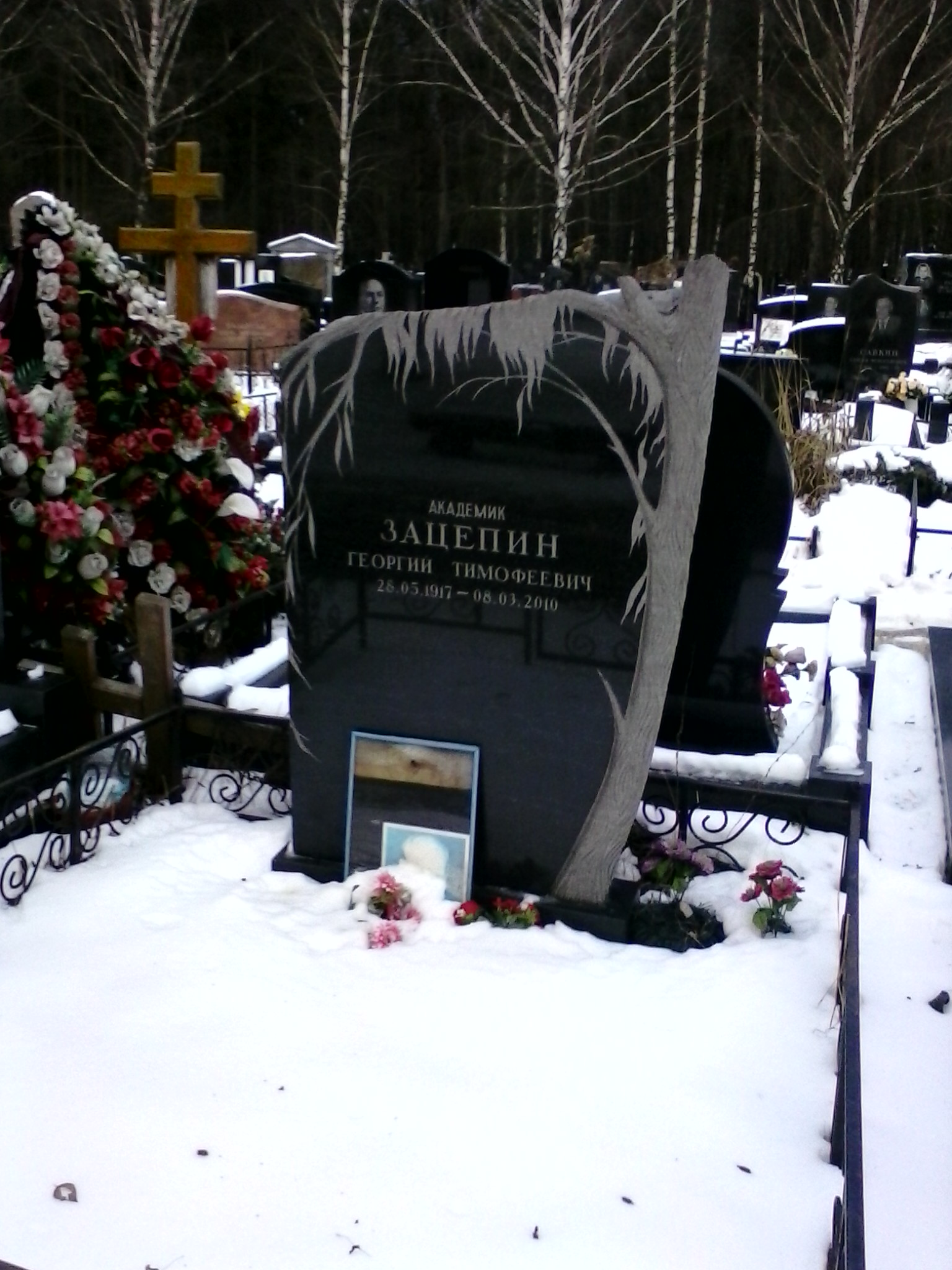
Могила Г. Т. Зацепина на Троекуровском кладбище Москвы

В 1941 году окончил физический факультет Московского университета. В 1941—1944 годах работал на Авиастроительном заводе в Москве, затем в Иркутске. В 1944 году поступил в аспирантуру Физического института АН СССР (ФИАН), с 1945 года — на кафедре академика Д. В. Скобельцына на физическом факультете МГУ (впоследствии кафедра космических лучей и физики космоса).
В 1950 году защитил кандидатскую диссертацию «Высотный ход и спектр плотностей широких атмосферных ливней», в 1954 году — докторскую диссертацию «Широкие атмосферные ливни [космических лучей] и ядерно-каскадный процесс». В 1951—1971 годах работал в ФИАН, с 1960 года — заведующий лабораторией. Одновременно с 1958 года — профессор Московского университета, в 1982—2005 годах — заведующий кафедрой космических лучей и физики космоса.
26 ноября 1968 года избран членом-корреспондентом АН СССР по Отделению ядерной физики, специализация «экспериментальная ядерная физика». C 1970 года — заведующий отделом лептонов высокой энергии и нейтринной астрофизики в Институте ядерных исследований АН СССР (ИЯИ), член ученого совета и руководитель семинара отдела ИЯИ .
29 декабря 1981 года избран действительным членом Академии наук СССР (с 1991 года — Российской академии наук), специализация «(физика высших энергий, элементарных частиц)». В 1985—1990 годах — заместитель академика-секретаря Отделения ядерной физики, с 1990 года являлся членом бюро Отделения. Председатель Научного совета РАН по комплексной проблемы «Физика космических лучей». Член международной Педагогической академии (1993).
Скончался на 93-м году жизни 8 марта 2010 года. Похоронен 11 марта на Троекуровском кладбище.

## Награды и премии
- Орден «За заслуги перед Отечеством» IV степени (26 мая 1997) — за заслуги перед государством, многолетний добросовестный труд и большой вклад в укрепление дружбы и сотрудничества между народами[2]
- Орден Почёта (25 января 2008) — за достигнутые трудовые успехи и многолетнюю добросовестную работу[3]
- Орден Октябрьской Революции (1987)[4]
- Орден Трудового Красного Знамени (1975, 1981)
- Медаль «За доблестный труд в Великой Отечественной войне 1941—1945 гг.»
- Государственная премия Российской Федерации (1998) — за создание первой в мире Нейтринной обсерватории и проведение на ней исследований
- Ленинская премия (1982) — за создание Якутской установки по исследованию космических лучей
- Сталинская премия (1951) — совместно с Н. А. Добротиным и Д.В Скобельцыным открыл (1949) и изучил электронно-ядерные ливни и ядерно-каскадный процесс.
- Медаль Лодзинского университета (Польша, 1986)
- Медаль имени О’Келли (Международный союз теоретической и прикладной физики, 1999)
- Международная премия имени Б. М. Понтекорво (2000)
- Премия имени М. В. Ломоносова (МГУ, 2002)
- Премия имени академика М. А. Маркова (ИЯИ РАН, 2002)
- Золотая медаль РАН имени Д. В. Скобельцина (2005)
- Заслуженный профессор Московского университета (1999)
- Занесён в Книгу Почёта ИЯИ РАН (2000)
- Почётный доктор Института физики Туринского университета (Италия, 2007)